# Варкала
Варкала (англ. Varkala, малаял. വര്‍ക്കല) — город в индийском штате Керала, в округе Тируванантапурам. Важный туристический центр.

## География и климат
Расположен примерно в 50 км к северо-западу от города Тривандрум, в 37 км к юго-востоку от города Коллам и в 180 км от Коччи. Высота города над уровнем моря составляет 0 м.
Климат города можно охарактеризовать как тропический климат с сухой зимой и дождливым летом. Среднегодовая температура составляет 26,8 °C. Годовая норма осадков — около 2256 мм (самый засушливый месяц — январь, с нормой осадков 19 мм, а самый влажный месяц — июнь, с нормой 457 мм). Наиболее тёплый месяц — апрель, средняя температура которого составляет 28,6 °C. Наиболее прохладный месяц — июль, со средней температурой 25,9 °C. Таким образом, разница между средними температурами самого тёплого и самого холодного месяца составляет лишь 2,7 °C.
| Показатель                           | Янв. | Фев. | Март | Апр. | Май  | Июнь | Июль | Авг. | Сен. | Окт. | Нояб. | Дек. | Год  |
| ------------------------------------ | ---- | ---- | ---- | ---- | ---- | ---- | ---- | ---- | ---- | ---- | ----- | ---- | ---- |
| Средний суточный максимум, °C        | 29,9 | 30,7 | 31,7 | 31,8 | 31,3 | 29,1 | 28,6 | 28,9 | 29,3 | 29,3 | 29,1  | 29,3 | 29,9 |
| Средняя температура, °C              | 26,1 | 26,9 | 28,1 | 28,6 | 28,2 | 26,5 | 25,9 | 26,2 | 26,5 | 26,5 | 26,2  | 26   | 26,8 |
| Средний суточный минимум, °C         | 22,4 | 23,2 | 24,5 | 25,4 | 25,2 | 23,9 | 23,3 | 23,5 | 23,7 | 23,7 | 23,4  | 22,7 | 23,7 |
| Среднее число солнечных часов в день | 9    | 9    | 8    | 8    | 7    | 5    | 5    | 6    | 6    | 6    | 6     | 7    | 7    |
| Среднее число дней с осадками        | 1    | 2    | 3    | 8    | 10   | 19   | 17   | 14   | 11   | 12   | 8     | 3    | 108  |
| Норма осадков, мм                    | 19   | 27   | 52   | 144  | 248  | 457  | 336  | 222  | 201  | 290  | 205   | 55   | 2256 |
| Источник: Climate-Data.org           |      |      |      |      |      |      |      |      |      |      |       |      |      |

## Население
По данным переписи 2001 года население Варкалы составляет 42 273 человека. Доля мужчин — 49 %, женщин — 51 %. Средний уровень грамотности — 88 % (92 % мужчин и 85 % женщин). Доля детей в возрасте младше 6 лет — 11 %.

## Транспорт
Крупная ж/д станция. Ближайший аэропорт находится в Тривандруме (55 км).